# Leila Mourad

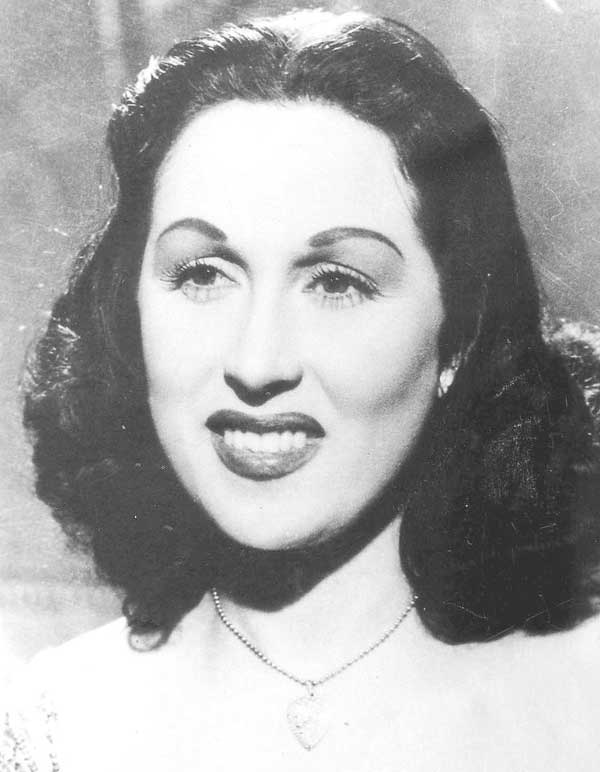
Leila Mourad in den 1950er Jahren

Leila Mourad (arabisch ليلى مراد, DMG Lailā Murād, auch Laila Morad, Laïla Mourad, Layla Mourad, Layla Murad, Leyla Murad, Lila Murad; eigentl.: Lilian Ibrahim Zaki Mordechai; * 17. Februar 1918 in Kairo; † 21. November 1995 ebenda) war eine ägyptische Schauspielerin und Sängerin.

## Leben
Die Tochter des ägyptisch-jüdischen Komponisten und Kantors Zaki Mourad und Schwester des Schauspielers Munir Mourad besuchte die Missionsschule von Notre Dame de Apôtres und erhielt Gesangsunterricht von ihrem Vater und von Dawud Hosny. Sie trat bereits vierzehnjährig auf und sang sechzehnjährig einen Song bei der Eröffnung des ägyptischen Staatsrundfunks. Als Schauspielerin wurde sie in Mohamed Karims Musikkomödie Yahia El Hob (1938) an der Seite von Mohammed Abdel Wahab bekannt. Zwischen 1939 und 1944 drehte sie fünf Filme mit dem Regisseur Togo Mizrahi.

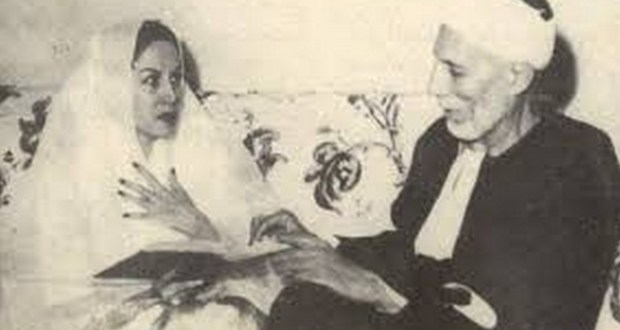
Konversion zum Islam 1947

1945 heiratete Mourad den Regisseur Anwar Wagdi, und 1947 konvertierte sie zum Islam. Mit Wagdi drehte sie bis zu ihrer Scheidung 1953 sieben Filme. Sie wurde 1953 zur offiziellen Stimme der „Ägyptischen Revolution“ gewählt. Im gleichen Jahr aufkommende Gerüchte, sie sei eine Spionin und habe Israel Geld gespendet, führten dazu, dass sie von mehreren ägyptischen Rundfunkstationen boykottiert wurde. Die von ihrem geschiedenen Mann gestreuten Gerüchte erwiesen sich später als haltlos.
In zweiter Ehe war Mourad mit dem ägyptischen Offizier Wagih Abaza verheiratet, bevor sie 1954 den Regisseur Fatin Abdel Wahab heiratete. Aus dieser Ehe ging der Schauspieler Zaki Fateen Abdel Wahab hervor. 1955 drehte Mourad mit Hassan El-Seity ihren letzten Film El habib el maghul.